# Verkehrsturm Domsheide

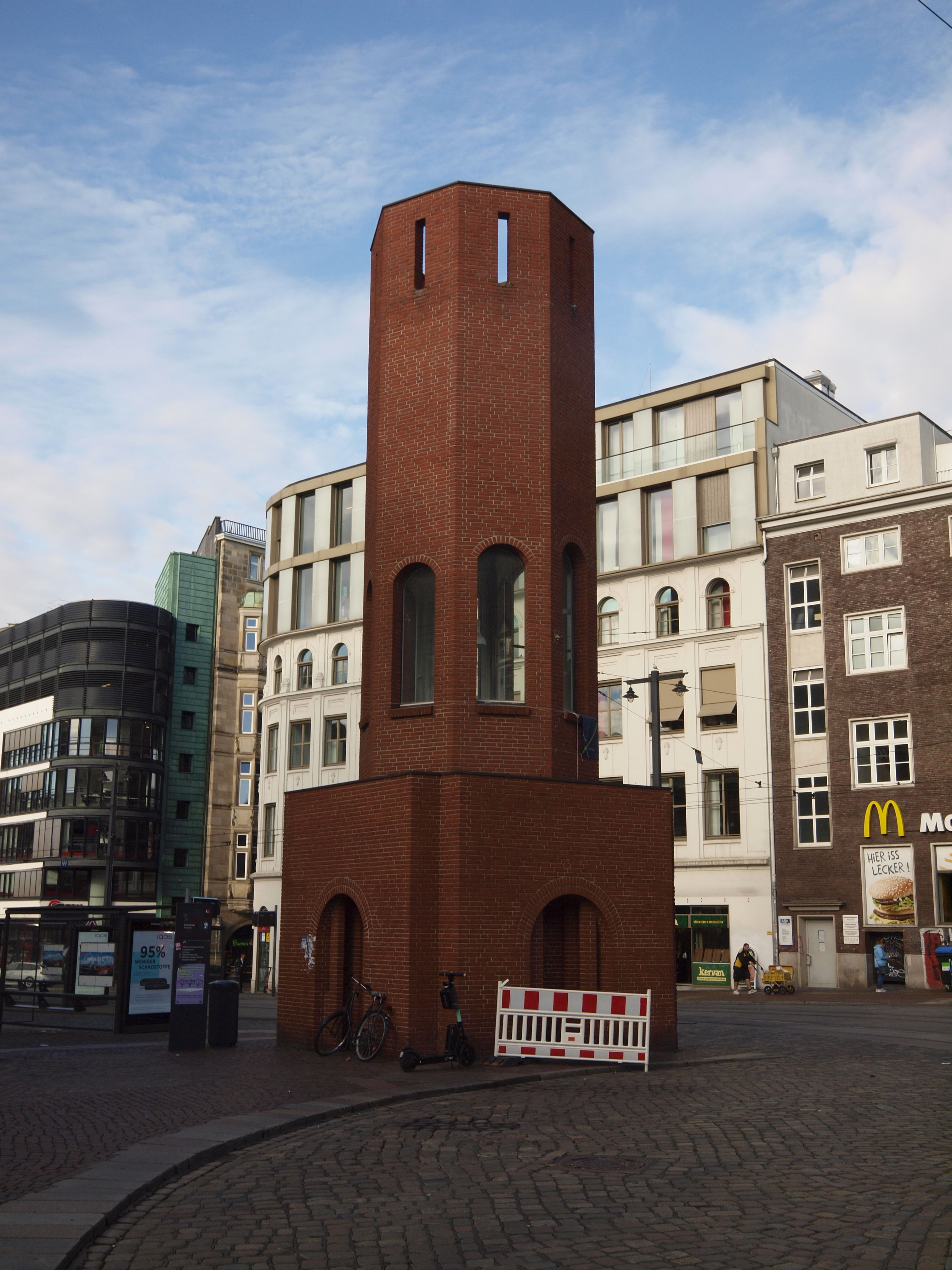
Blick auf Balgebrückstraße

Der Verkehrsturm Domsheide in Bremen-Mitte, Ortsteil Altstadt, Domsheide Ecke Balgebrückstraße, stammt von 1988.
Das Gebäude steht seit 2019 unter Bremischem Denkmalschutz.

## Geschichte

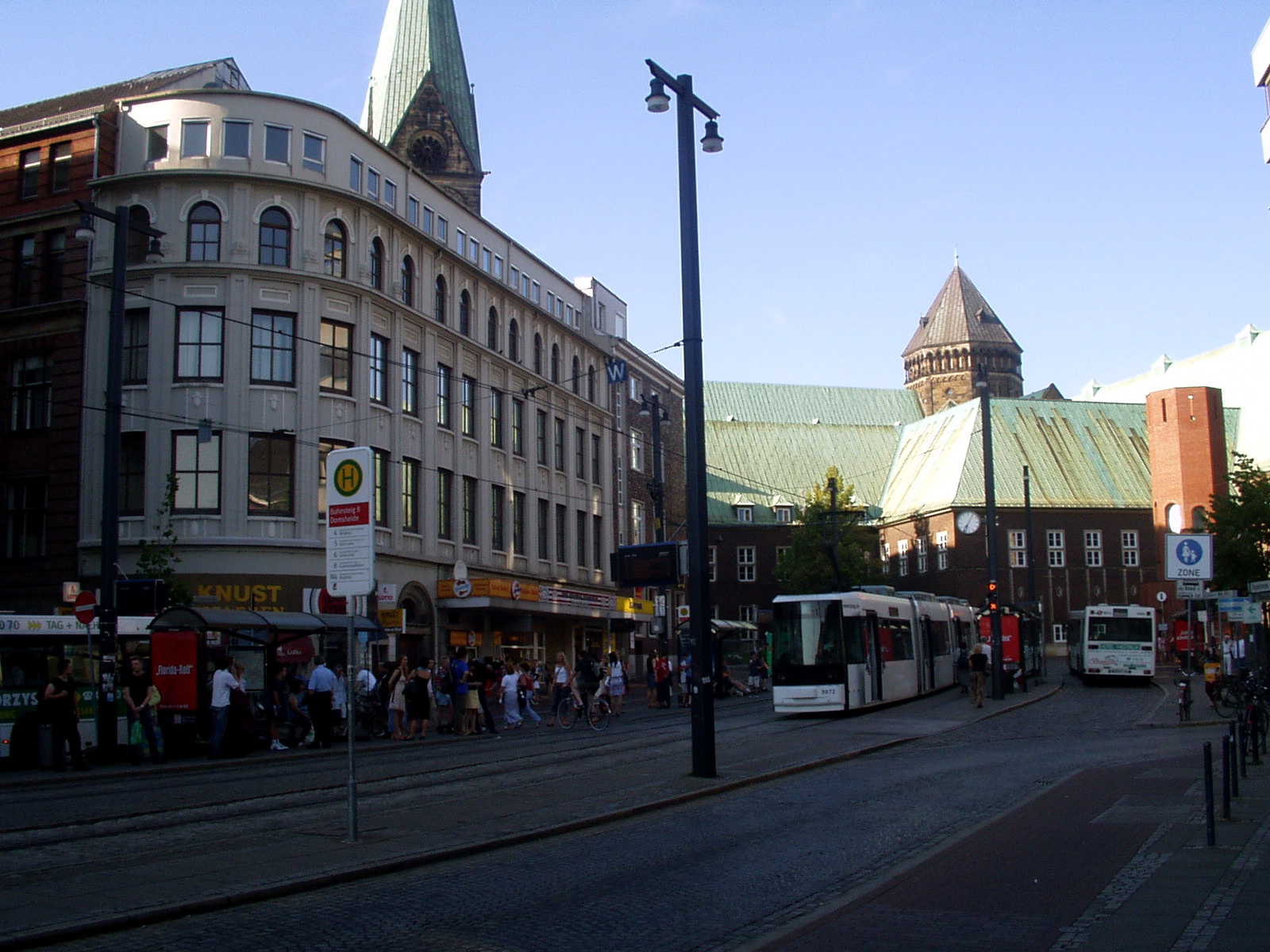
Blick auf Dom und Verkehrsturm

Der verklinkerte achteckige prägnante Verkehrsturm mit hohen Rundbogenfenstern und einem vier Meter hohen, quadratischen Sockel wurde 1988 nach Plänen des Hochbauamtes Bremen gebaut. Oben erhielt der Turmaufsatzes acht schlanke Öffnungen. Für den Turm erstellte der dänische Künstler Per Kirkeby einen Vorentwurf. Auf dieser Basis wurden aufgrund funktioneller Anforderungen der Bremer Straßenbahn AG und konstruktiver Erfordernisse erhebliche Veränderungen am Plan vorgenommen, um auf dem zentralen Knotenpunkt des öffentlichen Personenverkehrsnetzes mit elektronischer Steuerungstechnik die Funktion als Verkehrsleitzentrale übernehmen zu können.
Das Landesamt für Denkmalpflege Bremen befand: „Der prägnante monumentale Verkehrsturm auf der Domsheide im Zentrum Bremens, nach seinem Schöpfer auch Kirkeby-Turm genannt, ...des weltbekannten dänischen Künstlers Per Kirkeby (1938–2018), des prominentesten dänischen Vertreters der Gegenwartskunst. ... Innerhalb dieses Spezialoeuvres hat der Verkehrsturm eine wichtige Sonderposition inne als erste Backsteinskulptur Kirkebys mit einer konkreten Nutzfunktion: ...“